# Hoàng Văn Hoan
Hoàng Văn Hoan (1905 – 1991) là một chính khách, nhà ngoại giao người Việt Nam, nguyên Ủy viên Bộ Chính trị Ban Chấp hành Trung ương Đảng Lao động Việt Nam, Phó Chủ tịch Quốc hội Việt Nam và là Đại sứ đầu tiên của Việt Nam tại Trung Quốc. Với bề dày hoạt động cách mạng ở nước ngoài, đặc biệt tại Trung Quốc và Thái Lan, ông là một trong những nhân vật có ảnh hưởng lớn trong quan hệ Việt – Trung trong giai đoạn Chiến tranh Lạnh. Hoàng Văn Hoan nổi bật trong giới lãnh đạo Việt Nam bởi lập trường thân Trung Quốc và mối quan hệ cá nhân mật thiết với các lãnh đạo hàng đầu của Bắc Kinh, đặc biệt là Mao Trạch Đông.
Từng đảm nhiệm nhiều chức vụ quan trọng trong Đảng và Nhà nước từ thập niên 1940 đến 1970, Hoàng Văn Hoan dần mất ảnh hưởng khi Việt Nam nghiêng về phía Liên Xô sau năm 1975. Năm 1979, giữa lúc căng thẳng Việt – Trung leo thang sau cuộc chiến tranh biên giới, ông đào tẩu sang Trung Quốc và lên tiếng công khai chỉ trích chính quyền Hà Nội. Tại Bắc Kinh, ông xuất hiện trong các hoạt động tuyên truyền của Trung Quốc, cáo buộc chính quyền Lê Duẩn phản bội tư tưởng Hồ Chí Minh, đàn áp người Hoa và khiêu khích xung đột khu vực. Ông bị Tòa án Nhân dân Tối cao Việt Nam xét xử vắng mặt và tuyên án tử hình vì tội phản quốc. Hoàng Văn Hoan sống lưu vong tại Bắc Kinh dưới sự bảo trợ của chính phủ Trung Quốc trước khi qua đời vào năm 1991.

## Tiểu sử và sự nghiệp chính trị
Hoàng Văn Hoan, tên khai sinh là Hoàng Ngọc Ân, sinh năm 1905 trong một gia đình nhà Nho nghèo tại làng Quỳnh Đôi, huyện Quỳnh Lưu, tỉnh Nghệ An, Trung Kỳ, thuộc Liên bang Đông Dương. Ngay từ khi còn trẻ, ông đã tham gia vào các hoạt động yêu nước và phong trào cách mạng chống thực dân. Trong thập niên 1920–1930, ông hoạt động cách mạng tại nước ngoài, chủ yếu ở Thái Lan và Trung Quốc, nơi ông có điều kiện tiếp xúc với tư tưởng cộng sản. Năm 1926, ở tuổi 19, Hoàng Văn Hoan gia nhập tổ chức Việt Nam Thanh niên Cách mạng Đồng chí Hội do Nguyễn Ái Quốc thành lập. Ông được đào tạo tại Trường Quân sự Hoàng Phố và từng giữ cấp bậc đại úy trong Quốc dân Cách mệnh Quân của Quốc dân Đảng trước khi gia nhập Đảng Cộng sản Trung Quốc. Ông gia nhập Đảng Cộng sản Xiêm (Thái Lan) vào năm 1930 và đến năm 1934 trở thành Ủy viên Trung ương lâm thời của tổ chức này. Năm 1936, ông tham gia thành lập Hội Việt Nam Độc lập tại Nam Kinh – tổ chức tiền thân của Việt Minh.
Trong giai đoạn Chiến tranh thế giới thứ hai và Cách mạng Tháng Tám, ông giữ một số vị trí lãnh đạo trong phong trào cách mạng. Tại Hội nghị Trung ương 8 (tháng 5 năm 1941) của Đảng Cộng sản Đông Dương tổ chức tại Pác Bó, ông được bầu làm Ủy viên Tổng bộ Việt Minh. Tháng 8 năm 1945, tại Quốc dân Đại hội Tân Trào, ông được bầu vào Ban Chấp hành Trung ương Đảng và đảm nhiệm vai trò Bí thư Khu Giải phóng Việt Bắc. Sau khi nước Việt Nam Dân chủ Cộng hòa được thành lập, Hoàng Văn Hoan giữ chức Thứ trưởng Bộ Quốc phòng kiêm Chính ủy Vệ quốc quân (tức lực lượng quân đội quốc gia). Năm 1946, ông được bổ nhiệm làm Bí thư Khu ủy Liên khu 4, đồng thời là đại diện Chính phủ Trung ương và Chủ nhiệm Việt Minh Liên khu 4. Theo Sắc lệnh số 53 ngày 24 tháng 4 năm 1946 của Chủ tịch Hồ Chí Minh, ông giữ chức Cục trưởng Cục Chính trị Quân đội cho đến cuối năm 1946.
Từ năm 1950, Hoàng Văn Hoan bắt đầu đảm nhiệm các chức vụ đối ngoại cấp cao trong chính quyền kháng chiến. Ông được cử làm Đại sứ đặc mệnh toàn quyền đầu tiên của Việt Nam tại Trung Quốc từ năm 1950 đến năm 1957, đồng thời kiêm nhiệm vai trò Đại sứ tại Triều Tiên và Mông Cổ. Năm 1951, ông được bầu vào Ban Chấp hành Trung ương Đảng Lao động Việt Nam khóa II. Sau chiến thắng Điện Biên Phủ năm 1954 và trong thời kỳ hòa bình được thiết lập tại miền Bắc, Hoàng Văn Hoan tiếp tục giữ các vị trí lãnh đạo quan trọng trong bộ máy đảng và nhà nước. Tại Đại hội III của Đảng Lao động Việt Nam năm 1960, ông được bầu làm Ủy viên Bộ Chính trị và giữ vị trí này cho đến năm 1976.
Song song với công tác đảng, ông còn được giao nhiều trọng trách trong bộ máy nhà nước: từ năm 1958, giữ chức Phó Chủ tịch kiêm Tổng Thư ký Ủy ban Thường vụ Quốc hội (Quốc hội khóa I), và sau đó tiếp tục đảm nhiệm cương vị Phó Chủ tịch Ủy ban Thường vụ Quốc hội qua các khóa I, II, III, IV và V, kéo dài đến năm 1979. Năm 1961, ông từng giữ chức Bí thư Thành ủy Hà Nội trong một thời gian ngắn, trước khi được phân công làm Trưởng Ban Liên lạc Đối ngoại Trung ương Đảng – cơ quan phụ trách công tác đối ngoại của Đảng – và Trưởng Ban Pháp chế Trung ương Đảng. Trong thập niên 1960, ông cũng tham gia chỉ đạo công tác vận động cách mạng tại Lào và Campuchia, góp phần vào chính sách đối ngoại và chiến lược cách mạng khu vực của Đảng Lao động Việt Nam.

## Quan hệ với Trung Quốc
Nhờ kinh nghiệm hoạt động lâu năm tại Trung Quốc và am hiểu sâu sắc về tình hình nước này, Hoàng Văn Hoan trở thành một trong những nhân vật có ảnh hưởng lớn trong quan hệ Việt–Trung giai đoạn Chiến tranh Việt Nam. Ông được lãnh đạo Trung Quốc, đặc biệt là Mao Trạch Đông, tiếp đón trọng thị. Một số tài liệu ghi nhận rằng Mao thường gặp riêng Hoàng Văn Hoan để trao đổi về các vấn đề chiến lược song phương, vượt ra ngoài các kênh ngoại giao thông thường. Với lập trường thân thiện với Trung Quốc, sự nghiệp chính trị của ông đạt đỉnh vào đầu thập niên 1960, trong bối cảnh chính sách đối ngoại của Việt Nam Dân chủ Cộng hòa tạm thời thiên về phía Bắc Kinh trong cuộc tranh chấp Trung – Xô trong phe xã hội chủ nghĩa. Năm 1963, sau khi Bộ trưởng Ngoại giao Ung Văn Khiêm bị thay thế bởi Xuân Thủy – một nhân vật có quan điểm thân Trung Quốc hơn – Hoàng Văn Hoan được bổ nhiệm làm Trưởng Ban Liên lạc Đối ngoại Trung ương Đảng, cơ quan phụ trách quan hệ giữa Đảng Lao động Việt Nam với các đảng cộng sản anh em.
Tuy nhiên, bối cảnh chính trị thay đổi nhanh chóng. Từ năm 1965–1966, quan hệ giữa Việt Nam và Liên Xô dần được cải thiện, trong khi mâu thuẫn với Trung Quốc bắt đầu gia tăng. Trước tình hình đó, ban lãnh đạo Việt Nam quyết định điều chuyển Hoàng Văn Hoan và cả Xuân Thủy sang các vị trí khác, thay thế bằng các cán bộ không gắn liền với đường lối thân Trung Quốc trước đó. Diễn biến này đánh dấu sự suy giảm rõ rệt trong ảnh hưởng chính trị của Hoàng Văn Hoan từ giữa thập niên 1960. Mặc dù không còn giữ các vị trí trung tâm trong Đảng, ông vẫn tiếp tục đảm nhận những vai trò nhất định trong công tác đối ngoại. Ông được cử làm đặc phái viên trong một số nhiệm vụ ngoại giao quan trọng. Năm 1969, Hoàng Văn Hoan đóng vai trò chủ chốt trong việc hoàn tất đàm phán về viện trợ kinh tế của Trung Quốc cho Việt Nam. Tháng 5 năm 1973, ông dẫn đầu phái đoàn mật đàm tại Bắc Kinh nhằm tìm kiếm giải pháp cho cuộc nội chiến ở Campuchia. Năm 1974, ông cùng Ủy viên Trung ương Nguyễn Côn sang Trung Quốc với danh nghĩa "chữa bệnh", nhưng thực chất được cho là để tham gia các cuộc đàm phán bí mật về biên giới từ tháng 8 đến tháng 11. Tuy nhiên, các cuộc thương lượng này không mang lại kết quả, và tranh chấp lãnh thổ giữa hai nước tiếp tục leo thang.
Sau Hiệp định Paris 1973 và đặc biệt là từ khi Việt Nam thống nhất năm 1975, quan hệ giữa Việt Nam và Trung Quốc xấu đi đáng kể, do những bất đồng trong vấn đề Campuchia và tranh chấp chủ quyền tại quần đảo Hoàng Sa. Trong các bài viết và hồi ký sau này, Hoàng Văn Hoan cho rằng ban lãnh đạo Việt Nam đứng đầu là Tổng Bí thư Lê Duẩn đã theo đuổi tham vọng "bá quyền ở Đông Dương và Đông Nam Á", điều mà phía Trung Quốc lo ngại và xem là nguyên nhân dẫn đến sự đổ vỡ trong quan hệ hai nước. Trong thời kỳ kháng chiến chống Mỹ, mặc dù Lê Duẩn từng có ý định loại bỏ Hoàng Văn Hoan khỏi hàng ngũ lãnh đạo, nhưng chưa thể thực hiện vì mối quan hệ đặc biệt của Hoan với Trung Quốc vẫn được coi là một yếu tố chiến lược quan trọng, góp phần duy trì sự ủng hộ của Bắc Kinh đối với cuộc chiến. Tuy nhiên, sau khi chiến tranh kết thúc, vai trò trung gian của Hoan không còn cần thiết. Cùng với đó, lập trường thân Trung Quốc của ông bị xem là không phù hợp với định hướng chính trị mới của ban lãnh đạo Việt Nam, vốn đang dần nghiêng về phía Liên Xô. Tại Đại hội Đảng lần thứ IV (tháng 12 năm 1976), Hoàng Văn Hoan không được bầu lại vào Ban Chấp hành Trung ương và chỉ còn giữ được chức Phó Chủ tịch Quốc hội hữu danh vô thực.

## Lưu vong
Nửa sau thập niên 1970 đánh dấu sự chuyển biến từ rạn nứt sang đối đầu trực diện trong quan hệ giữa Việt Nam và Trung Quốc. Sau khi Việt Nam ký Hiệp ước hữu nghị và hợp tác với Liên Xô vào tháng 11 năm 1978 và tiến hành can thiệp quân sự tại Campuchia vào tháng 1 năm 1979 nhằm lật đổ chính quyền Khmer Đỏ, một đồng minh của Trung Quốc, Bắc Kinh coi Hà Nội là một "đối thủ nguy hiểm". Tháng 2 năm 1979, Trung Quốc phát động cuộc chiến tranh biên giới chống Việt Nam. Trong bối cảnh đó, các cán bộ từng được xem là thân Trung Quốc, trong đó có Hoàng Văn Hoan, rơi vào tình thế chính trị nhạy cảm. Ngày 5 tháng 7 năm 1979, lợi dụng một chuyến công tác chữa bệnh tại Cộng hòa Dân chủ Đức, ông bí mật rời đoàn trong lúc quá cảnh tại Karachi, Pakistan, và sau đó sang Trung Quốc xin tị nạn. Với hành động này, ông trở thành quan chức cấp cao nhất của Đảng Cộng sản Việt Nam từng đào tẩu. Sự kiện một nhân vật từng giữ chức vụ cao trong Đảng và nhà nước Việt Nam quyết định rời bỏ đất nước để sang Trung Quốc, một quốc gia đang có xung đột vũ trang với Việt Nam, gây chấn động trong dư luận trong nước và quốc tế. Tạp chí Time khi đưa tin về sự kiện này đã gọi đây là "cú sốc lớn thứ hai" đối với chính quyền Hà Nội, chỉ sau làn sóng hàng trăm nghìn thuyền nhân rời khỏi Việt Nam sau năm 1975.
Ngay sau khi đến Bắc Kinh, Hoàng Văn Hoan được tiếp đón trọng thị. Chỉ hai ngày sau khi đặt chân đến Trung Quốc, ông được Tổng Bí thư Đảng Cộng sản Trung Quốc khi đó là Hoa Quốc Phong tiếp đón. Trong cuộc gặp này, Hoa Quốc Phong tuyên bố rằng "những kẻ phá hoại tình hữu nghị Việt – Trung sẽ bị đập vỡ đầu", một phát ngôn được hiểu là nhằm vào giới lãnh đạo Việt Nam. Đầu tháng 8 năm 1979, Hoàng Văn Hoan xuất hiện trong một cuộc họp báo tại Bắc Kinh và công khai chỉ trích mạnh mẽ chính quyền Việt Nam. Ông cáo buộc giới lãnh đạo Hà Nội đã "biến Việt Nam thành vệ tinh của ngoại bang" (ám chỉ sự phụ thuộc vào Liên Xô) và cho rằng người Hoa tại Việt Nam bị đối xử "tệ hơn cả cách Hitler đối xử với người Do Thái". Ông kêu gọi phát động một "cuộc cách mạng thứ hai" ở Việt Nam, đồng thời cáo buộc rằng Lê Duẩn đã đưa cả đất nước vào con đường chiến tranh với Campuchia và Trung Quốc. Những phát biểu của Hoan hoàn toàn tương đồng với lập luận chính thức của Trung Quốc trong giai đoạn này, nhưng bị giới truyền thông và dư luận Việt Nam kịch liệt lên án. Ngày 25 tháng 8 năm 1979, Tòa án Nhân dân Tối cao Việt Nam tổ chức phiên tòa xét xử vắng mặt ông về tội phản bội Tổ quốc và tuyên án tử hình. Đây là trường hợp quan chức cấp cao nhất trong lịch sử nước Cộng hòa xã hội chủ nghĩa Việt Nam bị kết án tử hình vắng mặt với cáo buộc "đào ngũ theo địch". Từ thời điểm đó, Hoàng Văn Hoan trở thành biểu tượng tiêu cực trong hệ thống tuyên truyền chính thức của Việt Nam. Tên tuổi ông bị đưa vào danh sách những nhân vật bị xem là "Việt gian", đôi khi được so sánh với các nhân vật lịch sử như Lê Chiêu Thống hay Trần Ích Tắc. Sau khi Việt Nam và Trung Quốc bình thường hóa quan hệ, chính quyền Việt Nam vẫn không hủy bỏ bản án tử hình dành cho Hoàng Văn Hoan.
Trái ngược với thái độ của chính quyền Hà Nội, phía Trung Quốc tiếp tục bảo trợ và dành sự hậu đãi cho Hoàng Văn Hoan cho đến cuối đời. Ông cùng gia đình được bố trí nơi ở và hưởng chế độ đãi ngộ tại thủ đô Bắc Kinh. Chính quyền Trung Quốc cũng khai thác hình ảnh của Hoàng Văn Hoan trong hoạt động tuyên truyền đối ngoại, xem ông như một minh chứng để chỉ trích đường lối đối đầu của lãnh đạo Việt Nam, đặc biệt là nhóm lãnh đạo đứng đầu bởi Tổng Bí thư Lê Duẩn. Năm 1988, ở tuổi 83, ông cho xuất bản hồi ký chính trị mang tên Giọt nước trong biển cả, trong đó tiếp tục chỉ trích mạnh mẽ ban lãnh đạo Việt Nam. Tác phẩm cáo buộc rằng "tập đoàn Lê Duẩn" đã phản bội đường lối hòa hợp dân tộc của Chủ tịch Hồ Chí Minh, khiến Việt Nam lệ thuộc sâu vào Liên Xô và khơi mào xung đột với Trung Quốc. Cuốn hồi ký nhanh chóng được dịch sang tiếng Anh dưới nhan đề A Drop in the Ocean: Hoang Van Hoan’s Revolutionary Reminiscences và xuất bản tại Bắc Kinh cùng năm. Trong hồi ký, Hoàng Văn Hoan cũng đưa ra một số cáo buộc gây tranh cãi, trong đó có nhận định rằng Ban Chấp hành Trung ương Đảng Cộng sản Việt Nam tại Đại hội V (1982) đã chủ trương trồng cây thuốc phiện để xuất khẩu nhằm thu về ngoại tệ.

## Qua đời
Sau khi đưa ra những phát ngôn chỉ trích lãnh đạo Việt Nam lúc mới đào thoát, Hoàng Văn Hoan sống trong cảnh ẩn dật tại Bắc Kinh và gần như không xuất hiện trước công chúng. Ông chỉ đôi khi được truyền thông Trung Quốc nhắc đến trong các cuộc gặp với giới chức nước này. Vào tháng 1 năm 1991, ông phải nhập viện do bị nhiễm trùng phổi và mắc các chứng bệnh mạn tính liên quan đến tim và phổi. Sau một thời gian điều trị, ông qua đời tại Bắc Kinh vào ngày 18 tháng 5 năm 1991, thọ 86 tuổi. Cái chết của ông được truyền thông chính thức Trung Quốc đưa tin, trong đó mô tả ông là "một người bạn già đáng kính của nhân dân Trung Quốc". Tổng Bí thư Đảng Cộng sản Trung Quốc Giang Trạch Dân cùng nhiều lãnh đạo cấp cao khác được cho là đã đến thăm ông trong thời gian ông nằm viện. Chính phủ Trung Quốc tổ chức lễ tang cấp nhà nước và an táng ông tại Nghĩa trang cách mạng Bát Bảo Sơn – nơi chôn cất nhiều lãnh tụ cấp cao của Đảng Cộng sản Trung Quốc. Theo nguyện vọng cá nhân, một phần tro cốt của ông được đưa đi Côn Minh để rắc trên đầu nguồn sông Hồng, một phần được đưa về quê hương Quỳnh Đôi, Nghệ An, để an táng.

## Tác phẩm
Sau khi đào tẩu sang Trung Quốc, ông viết nhiều cuốn sách bằng tiếng Trung, một số mang tính tự truyện. Các tác phẩm đã xuất bản của ông bao gồm:
- Hoàng Văn Hoan (1980).  黄文欢汉文詩抄 [Tuyển tập thơ chữ Hán của Hoàng Văn Hoan] (bằng tiếng Trung). Bắc Kinh: Nhà xuất bản Văn học Nhân dân Trung Quốc. OCLC 17045162.
- Hoàng Văn Hoan (1982).  越中友好与黎笋的背叛 [Tình hữu nghị Việt–Trung và sự phản bội của Lê Duẩn] (bằng tiếng Trung). Bắc Kinh: Nhà xuất bản Nhân dân Trung Quốc. OCLC 15391931.
- Hoàng Văn Hoan (1987). 沧海一粟:黄文欢革命回忆录 [Giọt nước giữa biển cả: Hồi ký cách mạng của Hoàng Văn Hoan] (PDF) (bằng tiếng Trung). Bắc Kinh: Nhà xuất bản Giải phóng quân Trung Quốc. OCLC 669209240.
- Hoàng Văn Hoan (1990).  越中情义深 [Tình nghĩa sâu đậm Việt–Trung] (bằng tiếng Trung). Bắc Kinh: Nhà xuất bản Nhân dân Trung Quốc. OCLC 27169213.